# Schizobasis
Schizobasis is een geslacht uit de aspergefamilie. De soorten komen verspreid voor tussen Ethiopië en Zuid-Afrika.

## Soorten
- Schizobasis angolensis
- Schizobasis cuscutoides
- Schizobasis gracilis
- Schizobasis intricata